# Wahlkreis Treviso (Camera dei deputati)
Der Wahlkreis Treviso war von 1993 bis 2005 und ist seit 2017 wieder ein Wahlkreis (italienisch collegio elettorale) für die Wahl der Abgeordnetenkammer.

## Von 1993 bis 2005

### Wahlkreisgebiet
Der Wahlkreis umfasste 4 Gemeinden: Casier, Mogliano Veneto, Preganziol und Treviso.

### Wahlergebnisse

#### Parlamentswahl 1994

##### Direktstimmen
| Kandidaten               | Kandidaten             | Parteien                                 | Stimmen | %    |
| ------------------------ | ---------------------- | ---------------------------------------- | ------- | ---- |
|                          | Mauro Michielongewählt | Polo delle Libertà (FI – LN – CCD – UdC) | 46.805  | 47,7 |
|                          | Giancarlo Zizola       | Progressisti                             | 25.361  | 25,9 |
|                          | Bruno Cescon           | Patto per l’Italia                       | 16.207  | 16,5 |
|                          | Paolo Girardi          | Alleanza Nazionale                       | 9.697   | 9,9  |
| Gesamt                   | Gesamt                 | Gesamt                                   | 98.070  | 100  |
|                          |                        |                                          |         |      |
| Ungültige Stimmen        | Ungültige Stimmen      | Ungültige Stimmen                        | 4.724   | 4,6  |
| Wähler                   | Wähler                 | Wähler                                   | 102.794 | 92,2 |
| Wahlberechtigte          | Wahlberechtigte        | Wahlberechtigte                          | 111.486 |      |
|                          |                        |                                          |         |      |
| Quelle: Innenministerium |                        |                                          |         |      |

##### Listenstimmen
| Parteien                             | Parteien              | Parteien                           | Stimmen | %    |
| ------------------------------------ | --------------------- | ---------------------------------- | ------- | ---- |
|                                      | Polo delle Libertà    | Forza Italia                       | 22.349  | 22,6 |
| Lega Nord                            | Polo delle Libertà    | 21.497                             | 21,8    |      |
| ↳ Gesamt                             | Polo delle Libertà    | 43.846                             | 44,4    |      |
|                                      | Progressisti          | Partito Democratico della Sinistra | 14.482  | 14,7 |
| Federazione dei Verdi                | Progressisti          | 5.949                              | 6,0     |      |
| Partito della Rifondazione Comunista | Progressisti          | 4.292                              | 4,3     |      |
| Partito Socialista Italiano          | Progressisti          | 2.121                              | 2,1     |      |
| ↳ Gesamt                             | Progressisti          | 26.844                             | 27,2    |      |
|                                      | Patto per l’Italia    | Partito Popolare Italiano          | 15.848  | 16,1 |
|                                      | Alleanza Nazionale    | Alleanza Nazionale                 | 9.984   | 10,1 |
|                                      | Lega Autonomia Veneta | Lega Autonomia Veneta              | 2.158   | 2,2  |
| Gesamt                               | Gesamt                | Gesamt                             | 98.680  | 100  |
|                                      |                       |                                    |         |      |
| Ungültige Stimmen                    | Ungültige Stimmen     | Ungültige Stimmen                  | 4.115   | 4,0  |
| Wähler                               | Wähler                | Wähler                             | 102.795 | 92,2 |
| Wahlberechtigte                      | Wahlberechtigte       | Wahlberechtigte                    | 111.486 |      |
|                                      |                       |                                    |         |      |
| Quelle: Innenministerium             |                       |                                    |         |      |

#### Parlamentswahl 1996

##### Direktstimmen
| Kandidaten               | Kandidaten             | Parteien            | Stimmen | %    |
| ------------------------ | ---------------------- | ------------------- | ------- | ---- |
|                          | Adriana Vignerigewählt | L’Ulivo             | 35.232  | 37,1 |
|                          | Gustavo Selva          | Polo per le Libertà | 33.018  | 34,8 |
|                          | Luciano Donner         | Lega Nord           | 26.689  | 28,1 |
| Gesamt                   | Gesamt                 | Gesamt              | 94.939  | 100  |
|                          |                        |                     |         |      |
| Ungültige Stimmen        | Ungültige Stimmen      | Ungültige Stimmen   | 4.483   | 4,5  |
| Wähler                   | Wähler                 | Wähler              | 99.422  | 88,5 |
| Wahlberechtigte          | Wahlberechtigte        | Wahlberechtigte     | 112.390 |      |
|                          |                        |                     |         |      |
| Quelle: Innenministerium |                        |                     |         |      |

##### Listenstimmen
| Parteien                                          | Parteien                             | Parteien                             | Stimmen | %    |
| ------------------------------------------------- | ------------------------------------ | ------------------------------------ | ------- | ---- |
|                                                   | Polo per le Libertà                  | Forza Italia                         | 17.996  | 18,8 |
| Alleanza Nazionale                                | Polo per le Libertà                  | 13.183                               | 13,8    |      |
| CCD – CDU                                         | Polo per le Libertà                  | 3.723                                | 3,9     |      |
| ↳ Gesamt                                          | Polo per le Libertà                  | 34.902                               | 36,5    |      |
|                                                   | L’Ulivo                              | Partito Democratico della Sinistra   | 13.309  | 13,9 |
| Popolari per Prodi (PPI – SVP – PRI – UD – Prodi) | L’Ulivo                              | 7.615                                | 8,0     |      |
| Rinnovamento Italiano                             | L’Ulivo                              | 5.618                                | 5,9     |      |
| Federazione dei Verdi                             | L’Ulivo                              | 3.259                                | 3,4     |      |
| ↳ Gesamt                                          | L’Ulivo                              | 29.801                               | 31,1    |      |
|                                                   | Lega Nord                            | Lega Nord                            | 25.678  | 26,8 |
|                                                   | Partito della Rifondazione Comunista | Partito della Rifondazione Comunista | 5.370   | 5,6  |
| Gesamt                                            | Gesamt                               | Gesamt                               | 95.751  | 100  |
|                                                   |                                      |                                      |         |      |
| Ungültige Stimmen                                 | Ungültige Stimmen                    | Ungültige Stimmen                    | 3.671   | 3,7  |
| Wähler                                            | Wähler                               | Wähler                               | 99.422  | 88,5 |
| Wahlberechtigte                                   | Wahlberechtigte                      | Wahlberechtigte                      | 112.390 |      |
|                                                   |                                      |                                      |         |      |
| Quelle: Innenministerium                          |                                      |                                      |         |      |

#### Parlamentswahl 2001

##### Direktstimmen
| Kandidaten               | Kandidaten            | Parteien           | Stimmen | %    |
| ------------------------ | --------------------- | ------------------ | ------- | ---- |
|                          | Gustavo Selvagewählt  | Casa delle Libertà | 42.737  | 47,2 |
|                          | Maria Luisa Campagner | L’Ulivo            | 37.033  | 40,9 |
|                          | Giuseppe Cianci       | Lista Di Pietro    | 4.543   | 5,0  |
|                          | Fabrizio Pilotto      | Lista Emma Bonino  | 3.617   | 4,0  |
|                          | Giuseppe Bisetto      | Democrazia Europea | 2.641   | 2,9  |
| Gesamt                   | Gesamt                | Gesamt             | 90.571  | 100  |
|                          |                       |                    |         |      |
| Ungültige Stimmen        | Ungültige Stimmen     | Ungültige Stimmen  | 4.195   | 4,4  |
| Wähler                   | Wähler                | Wähler             | 94.766  | 84,1 |
| Wahlberechtigte          | Wahlberechtigte       | Wahlberechtigte    | 112.721 |      |
|                          |                       |                    |         |      |
| Quelle: Innenministerium |                       |                    |         |      |

##### Listenstimmen
| Parteien                       | Parteien                             | Parteien                               | Stimmen | %    |
| ------------------------------ | ------------------------------------ | -------------------------------------- | ------- | ---- |
|                                | Casa delle Libertà                   | Forza Italia                           | 24.475  | 26,9 |
| Lega Nord                      | Casa delle Libertà                   | 10.772                                 | 11,9    |      |
| Alleanza Nazionale             | Casa delle Libertà                   | 8.675                                  | 9,5     |      |
| CCD – CDU                      | Casa delle Libertà                   | 2.055                                  | 2,3     |      |
| Nuovo PSI                      | Casa delle Libertà                   | 501                                    | 0,6     |      |
| ↳ Gesamt                       | Casa delle Libertà                   | 46.478                                 | 51,1    |      |
|                                | L’Ulivo                              | La Margherita (Dem – PPI – RI – Udeur) | 16.105  | 17,7 |
| Democratici di Sinistra        | L’Ulivo                              | 10.725                                 | 11,8    |      |
| Il Girasole (FdV – SDI)        | L’Ulivo                              | 1.910                                  | 2,1     |      |
| Partito dei Comunisti Italiani | L’Ulivo                              | 1.010                                  | 1,1     |      |
| ↳ Gesamt                       | L’Ulivo                              | 29.750                                 | 32,7    |      |
|                                | Lista Di Pietro                      | Lista Di Pietro                        | 4.656   | 5,1  |
|                                | Partito della Rifondazione Comunista | Partito della Rifondazione Comunista   | 3.374   | 3,7  |
|                                | Lista Emma Bonino                    | Lista Emma Bonino                      | 3.161   | 3,5  |
|                                | Liga Fronte Veneto                   | Liga Fronte Veneto                     | 1.428   | 1,6  |
|                                | Democrazia Europea                   | Democrazia Europea                     | 1.191   | 1,3  |
|                                | Fiamma Tricolore                     | Fiamma Tricolore                       | 736     | 0,8  |
|                                | Abolizione Scorporo                  | Abolizione Scorporo                    | 78      | 0,1  |
|                                | Paese Nuovo                          | Paese Nuovo                            | 44      | 0,0  |
| Gesamt                         | Gesamt                               | Gesamt                                 | 90.896  | 100  |
|                                |                                      |                                        |         |      |
| Ungültige Stimmen              | Ungültige Stimmen                    | Ungültige Stimmen                      | 3.874   | 4,1  |
| Wähler                         | Wähler                               | Wähler                                 | 94.770  | 84,1 |
| Wahlberechtigte                | Wahlberechtigte                      | Wahlberechtigte                        | 112.721 |      |
|                                |                                      |                                        |         |      |
| Quelle: Innenministerium       |                                      |                                        |         |      |

## Von 2017 bis 2020

### Wahlkreisgebiet
Der Wahlkreis umfasste Gemeinden: 

### Wahlergebnisse

#### Parlamentswahl 2018
| Kandidaten               | Kandidaten              | Stimmen | %    | Listen                              | Stimmen | %    |
| ------------------------ | ----------------------- | ------- | ---- | ----------------------------------- | ------- | ---- |
|                          | Raffaele Barattogewählt | 73.142  | 44,8 | Lega                                | 50.979  | 31,3 |
| Forza Italia             | Raffaele Barattogewählt | 73.142  | 44,8 | 15.382                              | 9,4     |      |
| Fratelli d’Italia        | Raffaele Barattogewählt | 73.142  | 44,8 | 5.958                               | 3,7     |      |
| Noi con l’Italia – UDC   | Raffaele Barattogewählt | 73.142  | 44,8 | 823                                 | 0,5     |      |
|                          | Giovanna Berno          | 39.316  | 24,1 | Movimento 5 Stelle                  | 39.316  | 24,1 |
|                          | Silvano Piazza          | 39.227  | 24,1 | Partito Democratico                 | 31.657  | 19,4 |
| +Europa                  | Silvano Piazza          | 39.227  | 24,1 | 5.998                               | 3,7     |      |
| Italia Europa Insieme    | Silvano Piazza          | 39.227  | 24,1 | 953                                 | 0,6     |      |
| Civica Popolare          | Silvano Piazza          | 39.227  | 24,1 | 619                                 | 0,4     |      |
|                          | Said Chaibi             | 4.627   | 2,8  | Liberi e Uguali                     | 4.627   | 2,8  |
|                          | Lorenzo Damiano         | 1.801   | 1,1  | Il Popolo della Famiglia            | 1.801   | 1,1  |
|                          | Jacopo Pupo             | 1.078   | 0,7  | CasaPound Italia                    | 1.078   | 0,7  |
|                          | Diego Brunello          | 1.066   | 0,7  | Potere al Popolo!                   | 1.066   | 0,7  |
|                          | Giovannibattista Crespi | 873     | 0,5  | 10 Volte Meglio                     | 873     | 0,5  |
|                          | Elisabetta Uccello      | 845     | 0,5  | Italia agli Italiani (FT – FN)      | 845     | 0,5  |
|                          | Gabriele Santangelo     | 476     | 0,3  | Grande Nord                         | 476     | 0,3  |
|                          | Andrea Errera           | 459     | 0,3  | Partito Valore Umano                | 459     | 0,3  |
|                          | Pierre Zanin            | 179     | 0,1  | Partito Repubblicano Italiano – ALA | 179     | 0,1  |
| Gesamt                   | Gesamt                  | 163.089 | 100  |                                     | 163.089 | 100  |
|                          |                         |         |      |                                     |         |      |
| Ungültige Stimmen        | Ungültige Stimmen       | 4.037   | 2,4  |                                     |         |      |
| Wähler                   | Wähler                  | 167.126 | 79,0 |                                     |         |      |
| Wahlberechtigte          | Wahlberechtigte         | 211.568 |      |                                     |         |      |
|                          |                         |         |      |                                     |         |      |
| Quelle: Innenministerium |                         |         |      |                                     |         |      |

## Seit 2020

### Wahlkreisgebiet
| Wahlkreise – Camera dei deputati – Venetien | Wahlkreise – Camera dei deputati – Venetien | Wahlkreise – Camera dei deputati – Venetien                                                             |
| Provinz                                     | Provinz                                     | Gemeinden nach Provinzen ⮞ Wahlkreis                                                                    |
| ------------------------------------------- | ------------------------------------------- | --- |
|                                             | Metropolitanstadt Venedig (44 Gemeinden)    | 17 ⮞ Wahlkreis Venedig 27 ⮞ Wahlkreis Chioggia                                                          |
|                                             | Provinz Belluno (61 Gemeinden)              | alle ⮞ Wahlkreis Belluno                                                                                |
|                                             | Provinz Padua (102 Gemeinden)               | 25 ⮞ Wahlkreis Padua 41 ⮞ Wahlkreis Selvazzano Dentro 36 ⮞ Wahlkreis Rovigo                             |
|                                             | Provinz Rovigo (50 Gemeinden)               | alle ⮞ Wahlkreis Rovigo                                                                                 |
|                                             | Provinz Treviso (94 Gemeinden)              | 36 ⮞ Wahlkreis Treviso 41 ⮞ Wahlkreis Castelfranco Veneto 16 ⮞ Wahlkreis Belluno 1 ⮞ Wahlkreis Chioggia |
|                                             | Provinz Verona (98 Gemeinden)               | 41 ⮞ Wahlkreis Verona 57 ⮞ Wahlkreis Villafranca di Verona                                              |
|                                             | Provinz Vicenza (114 Gemeinden)             | 51 ⮞ Wahlkreis Vicenza 63 ⮞ Wahlkreis Bassano del Grappa                                                |

Der Wahlkreis umfasst 36 Gemeinden der Provinz Treviso.

### Wahlergebnisse

#### Parlamentswahl 2022
| Kandidaten                          | Kandidaten                  | Stimmen | %    | Listen                                                  | Stimmen | %    |
| ----------------------------------- | --------------------------- | ------- | ---- | ------------------------------------------------------- | ------- | ---- |
|                                     | Carlo Nordiogewählt         | 115.240 | 56,3 | Fratelli d’Italia                                       | 66.340  | 32,4 |
| Lega per Salvini Premier            | Carlo Nordiogewählt         | 115.240 | 56,3 | 31.860                                                  | 15,6    |      |
| Forza Italia                        | Carlo Nordiogewählt         | 115.240 | 56,3 | 12.810                                                  | 6,3     |      |
| Noi Moderati                        | Carlo Nordiogewählt         | 115.240 | 56,3 | 4.230                                                   | 2,1     |      |
|                                     | Cristina Guarda             | 46.589  | 22,7 | Partito Democratico – Italia Democratica e Progressista | 32.805  | 16,0 |
| +Europa                             | Cristina Guarda             | 46.589  | 22,7 | 6.567                                                   | 3,2     |      |
| Alleanza Verdi e Sinistra           | Cristina Guarda             | 46.589  | 22,7 | 6.510                                                   | 3,2     |      |
| Impegno Civico – Centro Democratico | Cristina Guarda             | 46.589  | 22,7 | 707                                                     | 0,3     |      |
|                                     | Alessandra Nava             | 18.951  | 9,3  | Azione – Italia Viva                                    | 18.951  | 9,3  |
|                                     | Cristina Manes              | 11.504  | 5,6  | Movimento 5 Stelle                                      | 11.504  | 5,6  |
|                                     | Mauro Scaggiante            | 4.213   | 2,1  | Italexit per l’Italia                                   | 4.213   | 2,1  |
|                                     | Rossana Gai                 | 3.636   | 1,8  | Vita                                                    | 3.636   | 1,8  |
|                                     | Alessandra Vittorini Orgeas | 2.173   | 1,1  | Italia Sovrana e Popolare                               | 2.173   | 1,1  |
|                                     | Alberto Cocco               | 1.755   | 0,9  | Unione Popolare                                         | 1.755   | 0,9  |
|                                     | Sandro Furlan               | 806     | 0,4  | Alternativa per l’Italia (PdF – Exit)                   | 806     | 0,4  |
| Gesamt                              | Gesamt                      | 204.867 | 100  |                                                         | 204.867 | 100  |
|                                     |                             |         |      |                                                         |         |      |
| Ungültige Stimmen                   | Ungültige Stimmen           | 8.753   | 4,1  |                                                         |         |      |
| Wähler                              | Wähler                      | 213.620 | 71,7 |                                                         |         |      |
| Wahlberechtigte                     | Wahlberechtigte             | 297.753 |      |                                                         |         |      |
|                                     |                             |         |      |                                                         |         |      |
| Quelle: Innenministerium            |                             |         |      |                                                         |         |      |